# Omloop van de IJsseldelta
L' Omloop van de IJsseldelta és una cursa ciclista femenina d'un dia que es disputa anualment als Països Baixos des del 2009. Transcorre per les carreteres de la Província d'Overijssel.
La primera vencedora fou Noortje Tabak i el rècord de victòries, amb tres l'ostenta Anna van der Breggen.

## Palmarès
| Any  | Vencedor             | Segon                | Tercer               |         |
| ---- | -------------------- | -------------------- | -------------------- | ------- |
| 2009 | Noortje Tabak        | Loes Gunnewijk       | Mirjam Melchers      |         |
| 2010 | Kirsten Wild         | Eefje Tabak          | Monique van de Ree   |         |
| 2011 | Laura van der Kamp   | Marlen Jöhrend       | Janneke Busser Kanis |         |
| 2012 | Carla Ryan           | Anna van der Breggen | Suzanne de Goede     |         |
| 2013 | Anna van der Breggen | Vera Koedooder       | Roxane Knetemann     |         |
| 2014 | Anna van der Breggen | Moniek Tenniglo      | Geerike Schreurs     |         |
| 2015 | Kirsten Wild         | Monique van de Ree   | Kelly Markus         |         |
| 2016 | Anna van der Breggen | Vera Koedooder       | Floortje Mackaij     |         |
| 2017 | Nina Buysman         | Loes Adegeest        | Lucy Garner          |         |
| 2018 | Lorena Wiebes        | Sarah Roy            | Annelies Dom         |         |
| 2019 | Marta Tagliaferro    | Pernille Mathiesen   | Loes Adegeest        |         |
| 2020 |                      |                      |                      |         |
| 2021 | suspesa              | suspesa              | suspesa              | suspesa |
| 2022 | suspesa              | suspesa              | suspesa              | suspesa |